# Конышев, Денис Сергеевич
Денис Сергеевич Конышев (эст. Denis Konoshev; 24 марта 1983, Кохтла-Ярве, Эстонская ССР, СССР) — эстонский хоккеист русского происхождения, правый нападающий.

## Карьера
Начинал заниматься хоккеем в Кохтла-Ярве. На взросло уровне дебютировал за команду из этого города. В 2001—2002 гг. Конышев выступал Высшей хоккейной лиге за петербургский «Спартак». Позднее хоккеист играл в Белоруссии за ХК «Брест». В 2004 году нападающий переехал в Швецию, где он около 15 лет провел в клубах из низших лиг.
Неоднократно вызывался в расположение сборную Эстонии, за которую он сыграл на восьми чемпионатах мира в низших дивизионах, а также в двух отборочных турниров на Олимпийские игры.

## Семья
Отце спортсмена Сергей Конышев (род. 1959) - основатель и руководитель хоккейного клуба «Виру Спутник» (Кохтла-Ярве). С 2001 по 2003 годы он был главным тренером молодёжной сборной Эстонии.